# Peter Tosh
Winston Hubert McIntosh, més conegut pel seu nom artístic Peter Tosh (19 d'octubre de 1944 - 11 de setembre de 1987), va ser un músic jamaicà de reggae que va ser membre en els seus començos del grup The Wailers per després tenir una reeixida carrera com a solista, a més de ser un dels pioners del moviment Rastafari.
Peter Tosh va néixer a Westmoreland, Jamaica amb uns pares massa joves per fer-se càrrec d'ell. No va conèixer el seu pare (James McIntosh) fins a deu anys.
Va ser criat per la seva tia de tres fins a quinze anys. Però aquesta no va tenir influència en la seva vida, com va assegurar ell mateix a Roger Steffens en una entrevista: "Jo tenia tres anys físicament, però cinquanta anys de mentalitat".
Sobrenomenat "Stepping Razor", va encetar la seva carrera com a músic durant la dècada dels 60 tocant amb la seva banda o per a altres artistes pop del moment com Johnny Nash. Després d'una il·lustre carrera amb The Wailers i com a músic solista, va ser assassinat a la seva casa durant un robatori.